# HD 152079 b
هذا الكوكب هو عملاق غازي إكتشِفَ سنة 2010.